# Olimpijske igre mladih
Olimpijske igre mladih (skraćeno OIM) je međunarodni športski događaj u kojem sudjeluju mladi športaši diljem svijeta starosti od 14 do 18 godina. Prve igre otvorene su 14. kolovoza 2010. u Singapuru. Planirano je da svake četiri godine budu održavane ljetne i zimske igre s pravilnim razmakom od dvije godine. Prvi put ideju Olimpijskih igara za mlade predložio je Međunarodni olimpijski odbor s Jacquesom Roggeom na čelu. 6. srpnja 2007. godine članovi MOO-a na 119. zasjedanju Međunarodnog olimpijskog odbora u Guatemali odobrili su plan Olimpijskih igara za mlade.